# Quality function deployment
Quality function deployment förkortat QFD, på svenska används ofta uttrycket kundcentrerad kvalitetsutveckling. QFD är en metod som används för att omvandla användarkrav till design med kvalitetstänk. Fokus med denna metod är att uppnå högre kvalitet genom att utforma funktionerna hos delsystem eller beståndsdelar av en produkt utefter användarens krav. Denna metod utvecklades av Dr Yoji Akao i Japan 1966 i samband med att Japans industri bröt sig loss från tillverkning genom imitation och istället inriktade sig på nyskapande produktutveckling. QFD är utvecklad för att hjälpa den ansvarige för utveckling att fokusera på egenskaperna hos en ny eller existerande produkt genom att omvandla krav från användare till ingenjörsmässiga egenskaper.

## Processen

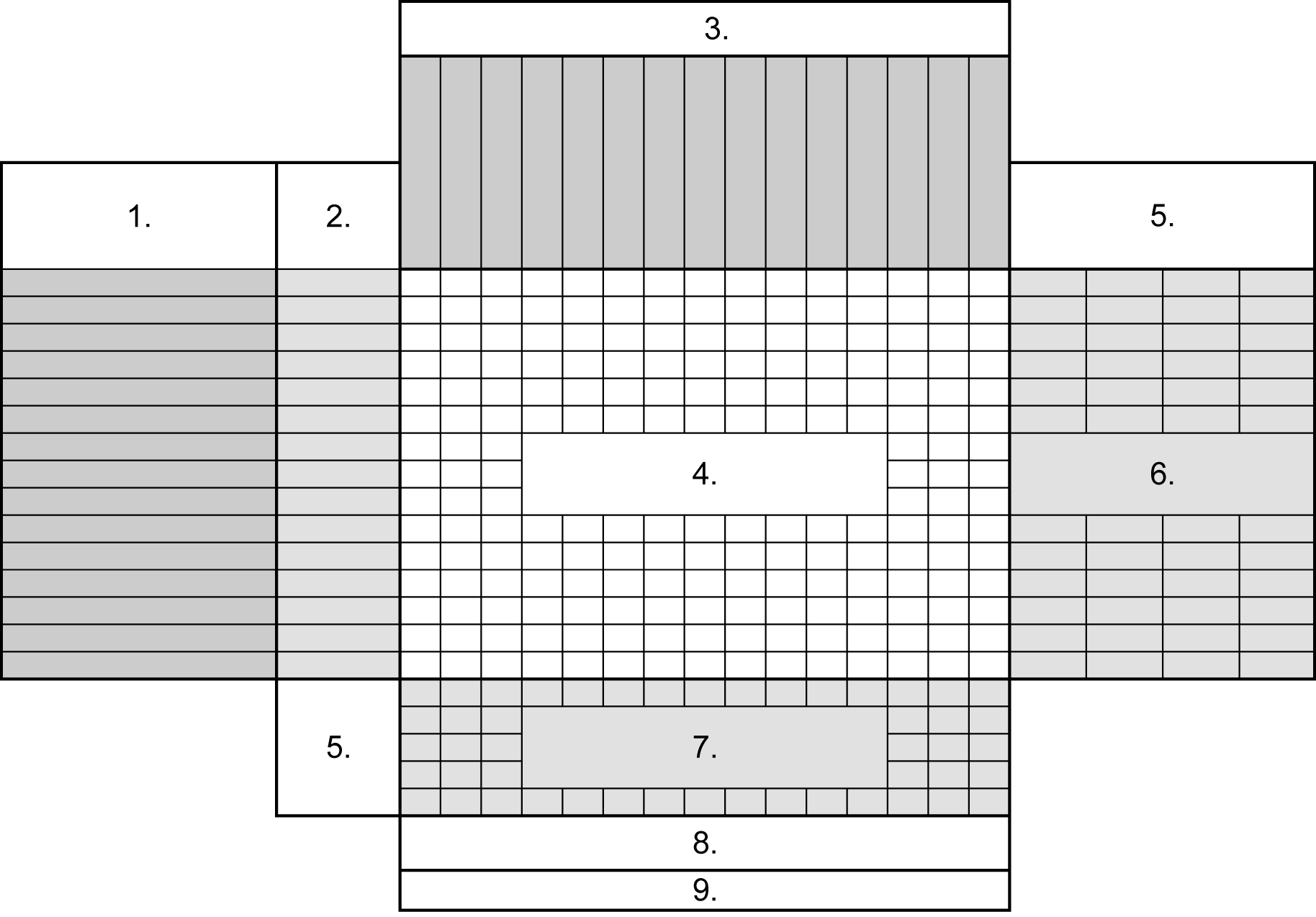
Exempel på uppbyggnad av House of Quality

QFD är en process som kan användas på olika sätt och med olika upplägg. Den huvudsakliga metoden kan delas upp i fyra grundläggande steg som används under utvecklingsprocessen.
1. Produktdesign. Inledningsvis måste information om kundernas krav samlas in. När detta är gjort ska dessa omvandlas till kvalitativa egenskaper i form av design. Ett verktyg som används för att underlätta detta är House of Quality som bygger på ett antal processer som generellt följer listan nedanför.
1. Lista kundernas behov
2. Vikta behoven (skala 1-5)
3. Lista produktegenskaper
4. Ange förhållandet mellan kundens behov och produktegenskaper (1,3,9)
5. Lista konkurrerande produkter
6. Bedöm såväl de konkurrerande produkternas som den egna produktens förmåga att uppfylla behoven (skala 1-5)
7. Bedöm såväl de konkurrerande produkternas som den egna produktens förmåga att uppfylla produktegenskaperna (skala 1-5)
8. Bedöma och jämföra mätbara värden för produktegenskaperna
9. Verktyget omvandlar informationen till mätbara resultat

Därefter kan en mer exakt kravspecifikation genomföras. Där produktkrav och tekniska egenskaper utvecklas i detalj.
2. Identifiera kritiska komponenter och enheter. Fastställ de kritiska funktionerna indelat i olika delar och sammansättningar, och omvandla dem till målvärden.
3. Processdesign. Fastställ de kritiska processer och komponenterprocesserna. Bestäm kraven för produktionsutrustning. Identifiera de kritiska processparametrarna.
4. Process- och kvalitetskontroll. Identifiera kritiska delar och processparametrar, och kom överens om metod för hantering av process och parametrar.  

## Tekniker och verktyg baserat på QFD
House of Quality är exempel på hur QFD kan användas som verktyg med hjälp av en matris. Första gången detta verktyg presenterades var 1972 i samband med utvecklingen av en oljetanker för Mitsubishi Heavy Industries. Akao påpekar dock att House of Quality inte är QFD utan endast exempel på ett verktyg för användning av QFD.
Pughs matris kan tillsammans med QFD användas för att välja utveckling av en lovande produkt eller tjänst bland olika alternativ.